# Tisza Rádió
A Tisza Rádió egy Szegeden működő közösségi rádió. Műsorát interneten közvetíti. Korábban Szegeden a 94.2 MHz-en volt elérhető, műsorszolgáltatási jogosultsága a Médiatanács 2011. december 6-i határozatával megszűnt. Ezen a néven 1999-ig kereskedelmi rádió működött Szegeden, utóbbi formájában 2000-ben indult újra.

## Jellege
A Tisza Rádió elsősorban a középiskolás korosztályt célozza meg. Zenei kínálatát a popzene és a mainstream zenei irányzatok határozzák meg, minden igényt megpróbál kielégíteni. Műsoraival elsősorban a fiatalok érdeklődési körét kívánja lefedni. A rádió műsorkészítői önkéntes fiatalok, folyamatosan toboroznak újabb műsorkészítőket a rádió számára.

## Működésének jogi háttere
A Tisza Rádiót a Kárász Közhasznú Egyesület elnevezésű civil szervezet üzemelteti. Kisközösségi rádiós műsorszolgáltatási jogosultságát 2005-ben nyerte el az Országos Rádió és Televízió Testülettől, és 2011 végén veszítette el. A rádió működése során felmerülő kérdésekről az egyesület vezetősége dönt. 2099 júniusáig hétköznap 16 és 20 óra között, hétvégén 8 és 10, illetve 18 és 20 óra között sugározta műsorát.2009 júniustól H-Sz: 8-20,vasárnap 8-16 óra közt sugároz.

## Története
A Tisza Rádiót 1994-ben alapították a szintén szegedi Rádió 88 kereskedelmi rádióból kivált szakemberek, Sibalin Endre és Czérnay Károly. Kezdetben a rádió ideiglenes frekvenciákon szólalt meg, majd 1996-tól 1999-ig megosztott műsoridőben két másik helyi kereskedelmi adással, a Média-6 Rádióval és a Rádió 88-cal. 1999-ben az Országos Rádió és Televízió Testület újra felosztotta a szegedi rádiófrekvenciákat, a három kereskedelmi rádióra azonban csak két frekvencia jutott – a Tisza Rádió került ki vesztesként, így eltűnt az éterből. Ebben a helyzetben a rádiófrekvenciák határok nélküliségét használták ki – 1999 januárjától november végéig „Tiszai Hangok” címmel a szomszédos Jugoszláviából, a magyarkanizsai Panda Rádió frekvenciáján készítettek műsort a rádió munkatársai, mely Szegeden is hallható volt. Az együttműködésben ezen rövid idő alatt is volt szünet az ország elleni NATO-hadjárat miatt. A Tisza Rádió 2000-ben a helyi kábeltelevíziós hálózaton – továbbra is kereskedelmi rádióként – újraindult, ekkor azonban már kisebb műsoridőben, önkéntes fiatalok közreműködésével készítette műsorát, illetve kezdetben a tulajdonos más városokban működő rádióinak műsorát is átvette. 2002 novemberében a magántulajdonos eladta a rádiót a Szegedi Ifjúsági Ház Kulturális Fejlesztő és Médiaközpont Kht.-nak. 2004-ben közműsor-szolgáltatóként folytatta működését. A Szegedi Ifjúsági Ház a tulajdonában lévő televíziós műsorszolgáltatási jogosultság miatt nem nyerhetett földfelszíni kisközösségi frekvenciát, így a Tisza Rádió az erre a célra megalakult Kárász Közhasznú Egyesület üzemeltetésébe került. Pályázatot nyújtottak be, melyet 2005-ben megnyertek, viszont – főként morális okokból – 2005 őszén a rádió felfüggesztette adását. A helyzet gyorsan rendeződött, viszont innentől kezdve erejüket inkább a földfelszíni sugárzásra való felkészülésre fordították. 2006 augusztusában szólalt meg újra a rádió, és változatlan formában – önkéntes fiatalokkal, közműsor-szolgáltatóként működik. Rendszeresen szerveznek rádiós képzéseket középiskolás fiataloknak, és közreműködnek több iskolarádió üzemeltetésében is.
2009 júniusától napi 12 órában sugároznak műsort.
Műsorszolgáltatási jogosultságát 2011 decemberében veszítette el, miután nem adott be kérelmet a Médiatanácshoz közösségi műsorszolgáltatóként való elismerésre.

## Műsorok
Vekker: reggeli délelőtti magazin jellegű műsor minden nap 8-12-ig
Tisza Party: Délutáni könnyed szórakoztató műsor minden nap 12-16-ig
Gejzír: minden hétköznap, és szombaton jelentkező programajánló műsor hétfőtől péntekig 16-20-ig.
Cocktail: zenetörténeti portréműsor keddenként 18 órától.
Jazz/blues óra: A Tisza Partyn belüli zenei összeállítás minden hétköznap délben, 12-13-ig
Rocktuális: helyi rockzenei aktualitások, zenekarok zenészek, csütörtökönként 20 órától, Athissal

## Munkatársak
Csáki Attila,
Hegedűs Anita,
Horváth Attila, Hurton Csaba,
Jani Melinda,
Kiss Diána,
Kiss Nikolett,
Kovács Bálint,
Krupincza Mariann,
Lutz Gábor,
Molnár Norbert,
Muhel Tamara,
Polyák Adrienn,
Sándor Rita,
Szekeres Gergő,
Szeri Csaba,
Tóthmihály Tibor,
Vörös B. Zoltán

## Külső hivatkozások
Tüske Ferenc: Hullámtér, avagy a magyar kereskedelmi rádiózás kialakulásának története – II. rész
A Médiatanács 1783/2011. (XII. 7.) számú határozata
https://www.facebook.com/tiszaradio